# 徳島・香川フリーきっぷ
徳島・香川フリーきっぷ（とくしま・かがわフリーきっぷ）は、四国旅客鉄道（JR四国）が発売していた特別企画乗車券である。

## 概要

### フリー区間
- 予讃線：高松駅 - 多度津駅間
- 土讃線：多度津駅 - 大歩危駅間
- 高徳線：全線
- 鳴門線：全線
- 徳島線：全線

### 利用列車
特急・快速・普通列車の自由席が有効期間中何度でも利用可能。

### 発売額
6,000円（こども半額。2013年12月31日発売終了時）。

### 有効期間
2日間。

### 徳島線全線開通100周年記念「徳島・香川週末フリーきっぷ」
徳島・香川フリーきっぷ発売終了の翌日より利用開始されたきっぷ。発売額は、5,840円（こども半額）利用開始日は、金曜日、土曜日、休日及び休前日に限る。
発売期間は、2015年3月29日まで。フリー区間、利用列車、有効期間は上記きっぷと同じ。